# Tom Paxton
Thomas Richard Paxton (født 31. oktober 1937) er en Amerikansk folk - singer-songwriter, der har haft en musikkarriere, der spænder over mere end halvtreds år. I 2009 modtog Paxton en Grammy Lifetime Achievement Award. Han er musikpædagog og har inspireret folkesangere til at kombinere traditionelle folkesange med nye kompositioner.
Paxtons kompositioner er ofte blevet indspillet i coverversioner, blandt andre er "The Last Thing on My Mind", "Bottle of Wine", "Whose Garden Was This", "The Marvelous Toy" og "Ramblin' Boy" fortolket utallige gange. Paxtons sange er blandt andet blevet indspillet af Pete Seeger, Bob Dylan, The Weavers, Judy Collins, Sandy Denny, Joan Baez, Doc Watson, Harry Belafonte, Peter, Paul og Mary, Marianne Faithfull, Kingston Trio, Tchad Mitchell Trio, John Denver, Dolly Parton, Porter
Wagoner, Willie Nelson, Flat & Scruggs og mange andre.
Paxtons tekster spiller ofte på det emotionelle og dækker en bred vifte af emner, fra det alvorlige og dybtgående til det muntre og komiske. "What Did You Learn in School Today?" ("Hvad Har Du lært i Skolen i Dag?" i dansk version med Eddie Skoller) ironiserer over den måde, hvorpå børn ofte undervises i nationalisme og til ærbødighed overfor autoriteter. "Jimmy Newman" er historien om en døende soldat og "My Son John"  er en sang om en soldat, der kommer hjem fra krigen uden at være i stand til at påbegynde en beskrivelse af, hvad han har været udsat for. "Beau John" er en sang, der handler om at tage afstand fra racemæssig uretfærdighed. "Train for Auschwitz" handler om Holocaust. "On the Road from Srebrenica"  handler om Bosniske Muslimer, som blev dræbt i  1995-massakren i Bosnien-Hercegovina. The Bravest"  er en sang om de brandmænd, der døde i forsøget på at redde andre fra katastrofen den 11. september 2001. 

## Tidlige liv
Paxton blev født den 31 oktober 1937 i Chicago, Illinois, som søn af Burt og Esther Paxton. Hans far var "en kemiker, for det meste selvlært", og da hans helbred begyndte at svigte ham, flyttede familien til Wickenburg, Arizona. Det var her, at unge Paxton begyndte at tilride heste på nogle af de mange ranches i området. Det var også her, at han først blev introduceret til folkemusikken, da han lærte Burl Ives og andre folkesangere at kende.
I 1948 flyttede han med familien til Bristow, Oklahoma, som Paxton stadig omtaler som sin hjemby. Kort efter at hans far døde af et slagtilfælde, da Paxton var omkring femten år gammel fik han sit første strengeinstrument, en ukulele. Da han var seksten fik han en guitar af sin tante, og han begyndte snart herefter at fordybe sig i musik af Burl Ives og Harry Belafonte.
I 1955 blev Paxton, indskrevet ved Universitetet i Oklahoma, hvor han mødte andre entusiaster af folkemusikken og lærte Woody Guthrie at kende. Paxton udtalte senere: "Woody var frygtløs; han tog ethvert emne op, som gjorde ham engageret ... og han blev en af mine største inspirationskilder." På dette tidspunkt var han medlem af en gruppe, the Travellers. 

## Karriere

### Tidlig karriere
Efter at have bestået sin eksamen som Bachelor of Fine Arts i 1959 blev Paxton soldat i Fort Dix, New Jersey, hvor han begyndte at skrive sange, som han næsten hver weekend optrådte med i Greenwich Village i New York City.
Efter militærtjenesten begyndte han at optræde i The gaslight cafe i Greenwich Village, hvortil han var blevet engageret af Milt Okun som "husorkester". I 1962 fik han udgivet et privat produceret live album på Gaslight I'the Man That Built the Bridges. Paxton mødte sin kommende hustru, Midge, på Gaslight en nat i januar 1963 efter at være blevet introduceret til hende af David Blue.
Pete Seeger optog et par af Tom Paxton' s sange på sit repertoire i 1963, herunder "Ramblin' Boy" og "What Did You Learn in School Today?" Paxton blev selv involveret i kampen for at fremme menneskerettigheder, civile rettigheder og arbejdsrettigheder. Paxton følte sig som en del af en politisk vækkelse, og i 1963 udtrykte han sammen med andre folkemusikere sin moralske og støtte til strejkende minearbejdere i Fare, Kentucky. Efter at være vendt tilbage til New York, underskrev Paxton en kontrakt med Elektra Records i 1964, som han indspillede syv albums for. I 1964 skrev han "Beau John" efter at have deltaget i en workshop til fordel for de sorte amerikaneres rettigheder i Atlanta, Georgia. En anden sang "Goodman, Schwerner and Chaney" handler om drabene på tre borgerrettighedsforkæmpere (Andrew Goodman, Michael Schwerner og James Chaney), som i 1964 blev dræbt af medlemmer af Ku Klux Klan nær Philadelphia, Mississippi.
Paxtons kompositioner blev på dette tidspunkt opdaget af en række kendte folkemusikere. Dave Van Ronk udtalte således: "Dylan nævnes ofte som grundlæggeren af den nye bevægelse blandt folkesangere, og han er i hvert fald blev den mest synlige bannerfører, men den person, der startede det hele var Tom Paxton ... han testede sine sange i sine live - optrædener, han bemærkede, at hans egne kompositioner var ved at opnå mere opmærksomhed, end når han sang traditionelle sange eller covernumre mennesker ...  Dylan var endnu ikke aktiv og da Bobby kom på banen med højst to eller tre sange, han selv havde skrevet, havde Tom  allerede mindst 50 procent af sit eget materiale på repertoiret. Men som sagt var det Bobby' s succes, der virkelig fik bolden til at rulle."
I 1965 var Paxton på sin første turne i Storbritannien. Her mødte han Bruce Woodley, et af de stiftende medlemmer af den australske folkemusikgruppe The Seekers, og de indspillede "Angeline" sammen. Dolly Partons indspilning af "The Last Thing on My Mind" nåede top ti på den amerikanske country hitliste i december 1967. Den 20. januar 1968 optrådte Paxton og en række andre prominente folkemusikere på "En Hyldest til Woody Guthrie" ved en koncert i New Yorks Carnegie Hall, der fandt sted tre måneder efter Woody Guthries død.
Paxton besluttede samme år at afprøve nogle mere omfattende optagelsesteknikker, herunder neo-kammermusik med fløjter, horn og klaver, hvor en række forskellige jamsession musikere understøttede hans akustiske guitar og vokal. Paxton kommercielle gennembrud kom med albummet The Things I Notice Now i sommeren 1969, og Tom Paxton 6 nåede også hitlisterne i foråret det følgende år. Hans sang "Whose Garden Was This" er en hymne, skrevet til miljøforkæmpernes Earth Day. Den blev senere indspillet af John Denver og var titlen på Denvers 1970 album. Paxton følte selv, at hans musik var ved at blive overproduceret og fjerne sig fra de akustiske rødder. Om denne tid har han udtalt, at "den akustiske guitar har altid været det, jeg elskede mest ... Jeg ved, at jeg ikke behøvede at arbejde med den rockmentalitet eller andet eksperimenterende. Jeg var stadig et barn fra en lille by i Oklahoma. Og jeg ville bare høre folkemusik ." 

### Senere karriere
Paxton, hans hustru og deres to døtre boede i Holland Park, London i omkring fire år i begyndelsen af 1970'erne. Albummet Peace Will Come (1972), som i dag anses for at være en klassiker, nåede dog ikke hitlisterne ved udgivelsen. Efter en tur til New Zealand og Kina, hvor han blandt andet deltog i et kinesisk talkshow, vendte han tilbage til New York og Long Island byen East Hampton, inden han flyttede til Washington, D.C. området omkring 1977. Efter at have indspillet tre albums for Reprise Records og et par til på "et engelsk mærke, der ikke faldt godt ud", indgik Paxton en kontrakt med Vanguard Poster, med hvem han indspillede et live-album med Steve Goodman,New Songs From the Briarpatch(1977), der indeholdt nogle af Paxtons "konceptsange"  fra 1970'erne, herunder "Talking Watergate" og "White Bones of Allende". I 1978 udgav Paxton albummet" Heroes", som indeholdt en sang, "Phil", dedikeret til hans ven Phil Ochs, som havde begået selvmord i 1976. Albummet indeholder også "The Death of Stephen Biko", som beskriver det brutale drab på anti-apartheid aktivist Stephen Biko i Sydafrika.
Paxtons album fra 1979 " Up and Up",  indeholder sangen "Let the Sunshine", som behandler spørgsmål om økologi og solenergi. Paxton har også optrådt på Clearwater Festival, der er en årlig begivenhed, som blev startet af Pete Seeger, og som er dedikeret til økologi og indsamling af affald i Hudson-Floden. Hans album fra 1983 Bulletin indeholder en hyldestsang til Woody Guthrie med titlen "They Couldn't Take the Music." I 1987 startede Paxton sit eget pladeselskab Pax Poster. Samtidig blev det kendt, at han led af en ikke diagnosticeret depression, som besværliggjorde hans arbejde. I 1989 blev det offentliggjort, at han led af ADHD, for hvilken han modtog behandling.
I løbet af 1990'erne begyndte Paxton at interessere sig for musik for børn, hvilket førte til indspilningen af ni albums inden for denne genre i løbet af dette tiår. I juli 1994 blev Paxton inviteret til at optræde på en folkemusik festival i Israel, "Jacob' s Ladder", og han spillede både der, og ved en række koncerter rundt omkring i Israel, ledsaget af  guitaristen og mundharmonika-spilleren Shay Tochner. 

### De seneste karriereår
I 2001 udgav Paxton et album med Anne Hills Under American Skies, og i 2002 udgav han et album med nye sange,Looking for the Moon. På tidspunktet for dens udgivelse blev Paxton citeret for at sige, at det muligvis var hans bedste album hidtil. Albummet indeholder sangen "The Bravest",  som handler om de brandmænd, der gav deres liv, mens de forsøgte at redde andres liv i New York den 11. september 2001. Omkring dette tidspunkt begyndte Paxton  at skrive og udsende sange om aktuelle begivenheder, som kunne kopieres som gratis download på hans hjemmeside. Paxton skrev en række aktuelle protest sange, der var kritiske over for Bush-administrationens handlinger. I 2007 skrev han en ny tekst til sin sang fra 1965 med titlen "Lyndon Johnson Told The Nation", som omhandlede eskalering af krigen i Vietnam. Den nye titel var "George W. Told The Nation", og handlede om Irak-krigen. I 2007 var Tom Paxton en af de stiftende medlemmer af Copyright Alliance, hvis formål er at fremme kulturelle og økonomiske fordele af ophavsrettigheder.[kilde mangler]
I marts 2015 udgav Paxton albummet Redemption Road. I januar 2017 udkom Boat In The Water hans album nr. 63. 
Paxton har annonceret, at han er gået på "halv-pension", men stadig optræder live ved sjældne lejligheder. En af disse er en planlagt til en Europaturne med 12 shows i 2018, hvor han optræder med The DonJuans, der består af Don Henry og Jon Vezner. De spillede i DR Koncerthuset den 5. april 2018.

## Personlige liv og familie
Paxton indgik ægteskab med Midge i 1963. De har to døtre, Jennifer og Kate og tre børnebørn. Midge Paxton døde i 2014 efter lang tids sygdom.

## Diskografi (i udvalg)
- I'm the Man That Built the Bridges (1962) (live)
- Ramblin' Boy (1964)
- Ain't That News! (1965)
- Outward Bound (1966)
- Morning Again (1968)
- The Things I Notice Now (1969)
- Tom Paxton #6 (1970)
- How Come the Sun (1971)
- The Compleat Tom Paxton (1971) (live, 2-LP)
- Peace Will Come (1972)
- New Songs for Old Friends (1973) (live)
- Children's Song Book (1974)
- Something in My Life (1975)
- Saturday Night (1976)
- New Songs from the Briarpatch (1977)
- Heroes (1978)
- Up & Up (1979)
- The Paxton Report (1980)
- Bulletin (1983)
- Even a Gray Day (1983) (nyindspilning af gamle numre)
- The Marvelous Toy and Other Gallimaufry (1984)
- One Million Lawyers and Other Disasters (1985)
- A Paxton Primer (1986) (nyindspilning af gamle numre)
- Folksong Festival 1986 (1986) (live)
- And Loving You (1986)
- Politics Live (1988) (live)
- The Very Best of Tom Paxton (1988) (opsamlingsalbum)
- In the Orchard (1988) (live)
- It Ain't Easy (1991)
- Wearing the Time (1994)
- Live for the Record (1996) (live)
- Live in Concert (1998) (live, BBC-indspilninger)
- Fun Animal Songs (1999)
- Fun Food Songs (1999)
- A Car Full of Fun Songs (1999)
- Live From Mountain Stage (2001) (live)
- Under American Skies (2001) (sammen med Anne Hills)
- Looking for the Moon (2002)
- The Compleat Tom Paxton (Even Compleater) (2004) (udvidet genudgivelse af dobbeltalbummet fra 1971)
- Live in the UK (2005) (live)
- Live at McCabe's Guitar Shop (2006) (live, indspillet 1991)
- Comedians & Angels (2008)
- Redemption Road (2015)
- Boat in the Water (2017)

## Hædersbevisninger
Tom Parton modtog i 2001 “Den Danske Folkemusikpris” på Skagen Folkemusikfestival.
I februar 2002 blev Paxton hædret med ASCAP Lifetime Achievement Award i Folkemusik. Et par dage senere, modtog han tre Wammies (Washington, DC, Område usic Awards); som Bedste Mandlige Sanger i kategorierne den "traditionelle folkemusik" og "musik for børn", og for Bedste Traditionelle Folkemusik Optagelse i dette år for "Under American Skies" (2001).[kilde mangler]
Paxton har siden 2002 været nomineret fire gange til Grammy-Awards Paxton blev hædret med en 2009 Lifetime Achievement Award fra the Recording Academy, og den formelle meddelelse blev foretaget i løbet af det Grammy Awards program, som blev sendt den februar 8, 2009.